# 學園孤島
《學園孤島》 ，是海法紀光原作、千葉鞍作畫的日本漫畫作品。刊载于芳文社漫畫雜誌《Manga Time Kirara Forward》，从2012年5月发售的2012年7月號開始至2019年11月发售的2020年1月号结束連載。單行本全12冊。
2014年6月宣布改編成電視動畫；2015年2月24日發售的《Manga Time Kirara Forward》4月號中發表將於7月播出的消息。
2017年11月宣布将改编为真人电影。原预定于2018年上映，在2018年9月20日正式宣布於2019年1月上映。
2020年5月24日，原作者海法紀光於個人推特上宣布將與千葉鞍繼續合作，於《Manga Time Kirara Forward》上推出本作的續篇《學園孤島 ～信～》，於2020年8月號開始隔月連載至2021年10月號。作為正篇完結後的後日谭，主要是講述結局後各個角色的去向。

## 內容簡介
此作品以描述身為主角的女高中生在學校內與學園生活社其他成員（下述）一同於在學校內進行社團活動的快樂日常生活來展開。作品透過不同的視點來描述主角以其主觀視點進行快樂社團活動，同時也描述主角群在滿布殭屍的環境下求存的客觀情況。

## 登場角色

### 巡之丘學園高等學校

#### 學園生活社
丈槍由紀（聲：水瀨祈）
本作主角。巡之丘學園高中3年級生。個性天真活潑，是學園的氣氛製造者，胡桃、悠里和美紀也是因此而不致於崩潰。
喪屍暴動後心理出現作中描述為退行的現象（可認為屬於自我防衛機制），在她眼中的校園一切如常，並無發生變化，但從其他人的視角可知其精神狀態並不正常，並會產生常人看不到的幻覺。
在漫畫第29話中，由紀在打掃遭受火災肆虐的校舍的途中，碰到了一個瀕死的殭屍。在使用手上的掃帚殺死它之後，這種「退行」的現象也消失了。之後變得能面對異變的現實，且不再妄想慈姊還活著並主動假裝跟慈姊對話了。
另外，由紀有時會使用一些獨特的話語，如：明白的時候說「ラジャー」，道歉的時候說「ごみん」。
相對於胡桃和悠里她們的制服都是綠色系，只有由紀所穿的制服是藍色系，但將顏色負片後便與其他人的衣服是同一色，有一說是指衣服顏色代表該角色的心理狀態。
在漫畫第77話獨自來到巡之丘高中頂樓與蘭德爾公司通訊告知有治療喪屍細菌的方法，令蘭德爾停止內鬥，並在12天後被蘭德爾穩健派救助，拯救全世界的英雄。
三年後成為老師，留了和慈姐相同的髮型，在巡之丘高中教導年幼的孩子。
惠飛須澤胡桃（聲：小澤亞李）
巡之丘學園高中3年級生，由紀的好友，活力充沛的少女。每時每刻都帶着鐵鏟。
原本是田徑社成員，因此擁有不錯的運動能力和腳力。
暗戀的田徑社前輩於動畫第三話被入侵校園的殭屍攻擊受傷；被胡桃帶到安全的頂樓後不久變成喪屍，成為胡桃鏟下殺死的第一個「它們」。
在尋找避難區時被喪屍化的慈姊咬到，後來注射美紀在避難所內找到的藥（但其實只是普通的抗生素和維他命，不具有任何特殊藥效）之後恢復。恢復之後體溫變得異常的低，成為半喪屍狀態，不會被喪屍攻擊。但也逐漸失去人類的理智和感情，獨自一人步行在喪屍群中間不會遭到攻擊。害怕自己會喪失理智攻擊其他三人，所以晚上睡覺時會銬著手銬。後期大多數時間都在沉眠，也無法行走。
最後被蘭德爾穩健派救助。
三年後為了成為醫生正努力學習著。
若狹悠里（聲：M・A・O）
巡之丘學園高中3年級生，擅長料理與清掃的家庭系少女。左撇子。
平時個性冷靜，但當遇到意外時容易將事情往壞的方面去想，在胡桃被變成喪屍的慈咬了之後想起胡桃曾經有說過當自己(胡桃)變殭屍後殺死自己(胡桃)的打算。
有一個就讀鞣河小學的妹妹，死於車禍。
對把由紀當成妹妹而一直不去想親妹妹的這件事情持有著極大的罪惡感，而在由紀從症狀之中恢復之後情況更加嚴重，導致精神已臨近崩潰狀態，將一隻泰迪熊玩偶視為自己的妹妹。
在漫畫第76話以槍聲替由紀引開「它們」。最後被蘭德爾穩健派救助。
三年後成為復興地區的指揮。
直樹美紀（聲：高橋李依）
巡之丘學園高中2年級生，原本和朋友圭一起在購物商場避難，後來因為圭獨自離開避難所而一人繼續生活。
在學園生活社遠足時遇上，之後被學園生活社救出。
在離開聖伊西多爾大學後開始寫日記。
個性認真，起初對於學園生活社只是在遊玩的態度感到不以為然，認為她們不面對現實，所以很排斥這作風，後來逐漸接納學園生活社的作法。
於漫畫74話在取得巡之丘高中的水的過程中，因見到喪屍化的圭而崩潰，遭襲擊咬中肩膀，不過剛好被蘭德爾的部隊所救而免於一死。將蘭德爾會在2天後發射核彈進行「消毒」的消息告訴由紀她們。
三年後獨自一人到處旅行，並持續撰寫日記中。
佐倉慈（聲：茅野愛衣）
巡之丘學園高中的現代國語教師，暱稱慈姊。學園生活社的顧問，心地善良，是個會為學生著想的老師。
知道緊急避難手冊的存在，卻因為文件嚴格限制拆封條件而無法在危機發生時立刻應變，也來不及在死前告訴由紀等人一切。
生前並沒跟美紀接觸過，在救出美紀前就為保護由紀她們而被喪屍啃咬，並在完全喪屍化之前短暫恢復心智，為了不加害於由紀等人，自己走到地下二層的避難所，在裡面完全斷氣並變成「它們」（動畫版則是完全喪失理智前寫下遺書。）
之後與尋找避難區域的胡桃再次相遇，並且攻擊胡桃，最終被美紀所殺。
平時開一輛Mini Cooper去學校，這輛車後來成了學園生活社遠足與畢業離開學校的重要交通工具。
太郎丸（聲：加藤英美里）
學園生活社飼養的柴犬。在漫畫中被由紀撿到時已經被咬到，喪屍化後被慈帶到很遠的地方丟掉，但又跑了回來。在動畫中則是因擅自跑入地下室而疑似被喪屍化的慈姐感染。
因為太郎丸，使得主角一行人知道喪屍能感染哺乳類，以及喪屍的歸巢本能。
小留
從鞣河小學中營救的小女孩。
本名不明。因為沒辦法說出自己的名字，悠里就取了一個和她妹妹一樣的名字「小留」。
至於為什麼生存下來，以及悠里是怎麼把她救出來的，当时沒有明確提及。
漫畫裡多次在不同角色間轉換視角，在悠里之外的视角中有时影子的外形不像小女孩，並且在大學生的視角很多次未出現在畫面中。
其實是由紀在鞣河小學放下的熊布偶。

#### 其他師生
祠堂圭（聲：木村珠莉）
美紀的好友。喜歡音樂，會隨身帶着便攜式CD播放器（CD隨身聽）。
購物中心的生還者，在兩人以外全滅之後，失去笑容；認為活著沒有意義，後來不顧美紀阻止，離開兩人藏身處。
最後也變成「它們」，並依照歸巢本能回到學校，並且在一行人再次回到高中後，咬傷了美紀，最後被蘭德爾的武裝部隊擊斃。
曾有疑似为圭的女性在脚受伤后逃至巡之丘車站，并利用站長室的无线电設備求救。
神山昭子（聲：葉山郁美）
由紀的英文老師，慈的前輩。在爆發危機時打電話給慈發出警告，並死於「它們」手上。

### 圣伊西多尔大學

#### 自甘堕落同好會
出口桐子
圣伊西多尔大學學生，昵称桐子（表记为）。在同好會負責計畫開心的事。
光里晶
圣伊西多尔大學學生，暱稱晶（アキ）。原武鬥派成員，因害怕對著「墓」露出微笑的神持朱夏而改加入同好會。
喜來比嘉子
圣伊西多尔大學學生，暱稱比嘉（ヒカ），擅長手工與修理。在大學地下室找到了小型無人機，並以此引導學園生活社逃離蘭德爾的部隊追殺。
墨子
圣伊西多尔大學學生。本名不详。名字有多种写法。很久以前就離開大學，久無信息。據同好會的說法，為一名喜好歌德蘿莉打扮且善於喝酒的女性。
三年後確認存活，將一份小說原稿寄給同好會，並希望能改編成遊戲。

#### 武鬥派
高上聯彌
武鬥派的一員，在由紀等人剛到大學時，使用十字弩攻擊他們的男性。在第43話中，因確認喪屍化，而被推入了「墓」中。
右原篠生
武鬥派的一員，綁著側馬尾的低調女性，使用碎冰錐作為武器，戰鬥力超過高上，因此是武鬥派重要的人才，與高上是戀人並且懷有他的孩子。原本打算放棄人生，但為了高上的孩子決定好好活下去。武鬥派崩潰之後加入同好會。
三年後確認存活，一個人養育與高上兩人間的孩子。
頭護貴人
武鬥派的領導者，使用帶鐵釘的球棒作為武器，與神持朱夏一樣認為自己是神選之人，後期也受到感染，最後被神持朱夏推入喪屍群中，被放火燃燒而死。
城下隆茂
武鬥派的一員，經常戴著帽子，會吸菸，使用撬棍作為武器。於46集因碰觸到胡桃冰冷的皮膚並決定捕獲胡桃，但最終被胡桃引誘來的大量喪屍攻擊而變為喪屍。
神持朱夏
武鬥派的一員，負責人員進出的身體檢查，原本很討厭學校，但喪屍化的世界對她來說是美好的世界，認為自己是神選之人。對消滅喪屍感到愉快，且回憶中有趁著末世藉機殺害他人的行為。
在第54話中，將頭護貴人推下喪屍群中，決定開車離開學校，在途中因車子故障，被周圍喪屍包圍。第76話確認已喪屍化。巡之丘高中的應屆畢業生，因為喪屍歸巢的本能回到了巡之丘高中。

#### 其他学生
稜河原理濑
文化人類學部的學生。住在圖書館。夢想是讀完這個世界上所有的書。
三年後加入了調查團。
青襲椎子
信息生化學部的學生。單獨住在理學部大樓中研究「它們」。假裝成蘭德爾企業AI程式博曼君與主角群對話(正常的博曼君只有分析他人說謊的機率以及地圖導引等功能)。於逃離蘭德爾分部的路上受到感染，於第67話病發，失去意識前想到了這場異變的治療方法並留下了錄音。

### 其他
領導人
年輕的男子，本名不詳。與美紀一樣在購物商場遇難，發現「它們」不擅長爬樓梯後指引倖存者往樓上躲，成功救出含美紀在內約11人。隨後領導大家整理頂層成藏身處並分配所有人的工作，在團體裡相當受女性愛慕。
一次向下層探索搜刮物資時被「它們」攻擊受傷，卻隱瞞真相，結果當晚發病變成「它們」襲擊所有人，導致藏身處崩壞，僅剩美紀與圭成功躲進避難室得以倖存。
動畫版完全刪除此劇情。
直升機駕駛員
隸屬於不明組織，該組織找到了由紀等人用氣球傳出去的訊息卡片之後，派此人駕駛直升機前往搜尋她們，不確定是要救回還是滅口。
已經受到感染，身上也有抑制病情的藥，在校園上方盤旋時因為發病，施打失敗使直升機失控墜落，受損的機體與溢出的燃料造成學校失火，也造成由紀一行人離開學校。
汪汪汪廣播電台DJ
身分不明的女子，在藏身處不斷用廣播電台向外廣播一些平常電台的內容，把希望和音樂傳達出去。
但其實已經受到感染，在變成「它們」之前寫下遺書，並把自己鎖起來，最後被胡桃所殺。在遺書裡寫下遺願，並把自己的露營車鑰匙留給找到這裡的倖存者，使由紀她們能換上更好的車輛繼續前進。
不知為何，藏身處非常適合應對「它們」四處橫行的情況，也有跟學園地下避難處一模一樣的儲物間及物資。

## 用語
它們
受到细菌感染，已經喪屍化的生物。不過作品中並沒有稱之為「喪屍」，僅稱呼為「它們」。
目前確定的傳染途徑是咬傷，但於 58 話中推論出傳染途徑另有空氣傳染。不僅人，只要是哺乳類都會受到感染，其他物種如鳥則未出現感染現象。依照被咬的程度不同，完全變成「它們」所花時間也不同。
已知擁有歸巢本能，並且會遵循生前的行動，因此白天住宅區較安全，晚上變成學校與商圈較安全。不擅長爬樓梯，不會腐敗，得打掉頭部才會死，會受光和聲音吸引，如果突然受到強音刺激會暫時失去活動能力。
動畫第三話以慈的角度說明了喪屍爆發的情形：當天上午自街上開始擴散，起先造成的傷亡被媒體視為大規模打鬥事件；情況嚴重到造成交通癱瘓、慈收到母親的緊急訊息時已差不多是下午放學時刻。此時因為喪屍入侵校園，由紀等人因而被困在天台。
巡之丘市
故事發生的舞台。舊名為「男土」，原是海運興起的城市。名稱由來取自羅馬七座山丘，原型为神奈川縣横濱市。
巡之丘學園高等學校
由紀等人所就讀的學校，其中所有職工均為蘭德爾公司所屬，持有“教職員用避難手冊”。校社為地上三層地下兩層的建築。樓頂設有太陽能發電板與園藝社的菜園，還配有優良的淨水設備，因此災難爆發後由紀等人得以暫時有水電與食物運用，地下二樓設有避難所，似乎有為對應這次事件設有儲物間及物資，以及抑制病情的藥物。事件爆發後慈姐領導學園生活社在二樓階梯以課桌設置路障，確保三樓完整安全的生活空間。
職員用緊急避難手冊
封面印有「需校長或代理人指示、A-1警報響起或與外界失聯十日以上」才允許拆封的緊告標語。根据手册，此次事件似乎跟生物兵器實驗有關。手冊記載了研制中的生物兵器的特徵和應對方法，但部分文字卻被塗黑無法辨讀。手冊中還包括了緊急聯絡方式和相關單位，以及學校的教學樓全圖和防護設施。
蘭德爾公司
一家神秘的綜合性大公司，總部位置不明，於巡之丘市開設有一家分公司。參與了“男土之夜”後的城市重建工作，為資金引進計劃引入的第一批公司團體。主角所在的巡之丘學院高等學校即是該公司下屬的設施。
蘭德爾公司巡之丘分公司
表面上進行教育、製藥等活動，私下裡進行喪屍細菌研究(本意並非開發生物武器，而是探究生物長生不老的可能性)。因病原體意外洩漏導致了作品喪屍事件的發生。末日生存據點其一，但作為爆發處，其中人員已經全滅。
蘭德爾評議會
被稱為「好的」蘭德爾，向學園生活部一行人承諾救援，其實只是青襲椎子對主角群說謊創造出來的假派系。雖然沒有「評議會」這個組織存在，但公司內仍有一派行事與保衛組織不同的穩健派。
蘭德爾保衛組織
蘭德爾公司下屬的武裝力量，擁有超越一般僱傭兵的武器裝備，在喪屍細菌爆發後雖然消滅感染中心已無意義，但仍試圖駭入核彈發射系統，對巡之丘市進行“消毒”。
Ω(Omega)
使動物喪屍化的細菌。原本是巡之丘市的在地原生細菌，蘭德爾於研究此細菌的過程中，細菌從實驗室意外洩漏，造成了人類文明的崩毀。過去於江戶時代及1968年曾經有過大爆發，其中1968年的感染事件造成該市人口減半。於流經巡之丘市的朽那川的源頭-那酒沼的水中有能夠抑制該細菌的物質。

聖伊西多爾大學
「職員用緊急避難手冊」連絡清單上印有的大學。
內部倖存者分為「武鬥派」，對任何外來者和疑似感染的人都強制驅離。以及行事較溫和的「同好會」。與巡之丘學園一樣，該校也被設置了太陽能發電板而得以在這場災難中維持生活機能。

## 出版書籍

### 正篇漫畫
| 冊數 | 芳文社         | 芳文社                 | 台灣東販       | 台灣東販               |
| 冊數 | 初版發售日期   | ISBN                   | 初版發售日期   | ISBN                   |
| ---- | -------------- | ---------------------- | -------------- | ---------------------- |
| 1    | 2012年12月12日 | ISBN 978-4-8322-4236-4 | 2014年1月24日  | ISBN 978-986-331-279-6 |
| 2    | 2013年6月12日  | ISBN 978-4-8322-4309-5 | 2016年5月16日  | ISBN 978-986-475-022-1 |
| 3    | 2013年12月12日 | ISBN 978-4-8322-4378-1 | 2016年7月20日  | ISBN 978-986-475-083-2 |
| 4    | 2014年7月11日  | ISBN 978-4-8322-4462-7 | 2017年3月15日  | ISBN 978-986-475-292-8 |
| 5    | 2015年3月12日  | ISBN 978-4-8322-4538-9 | 2017年6月15日  | ISBN 978-986-475-382-6 |
| 6    | 2015年8月11日  | ISBN 978-4-8322-4603-4 | 2018年12月20日 | ISBN 978-986-475-867-8 |
| 7    | 2016年1月12日  | ISBN 978-4-8322-4653-9 | 2019年1月21日  | ISBN 978-986-475-868-5 |
| 8    | 2016年8月10日  | ISBN 978-4-8322-4730-7 | 2019年6月24日  | ISBN 978-986-511-040-6 |
| 9    | 2017年3月11日  | ISBN 978-4-8322-4813-7 | 2019年8月22日  | ISBN 978-986-511-076-5 |
| 10   | 2018年6月12日  | ISBN 978-4-8322-4952-3 | 2020年4月23日  | ISBN 978-986-511-329-2 |
| 11   | 2019年1月12日  | ISBN 978-4-8322-7057-2 | 2020年6月24日  | ISBN 978-986-511-384-1 |
| 12   | 2020年1月10日  | ISBN 978-4-8322-7148-7 | 2021年2月25日  | ISBN 978-986-511-629-3 |

### 續篇《學園孤島〜信息〜》
| 卷數 | 芳文社         | 芳文社                 | 台灣東販       | 台灣東販               |
| 卷數 | 初版發售日期   | ISBN                   | 初版發售日期   | ISBN                   |
| ---- | -------------- | ---------------------- | -------------- | ---------------------- |
| 全   | 2021年10月12日 | ISBN 978-4-8322-7314-6 | 2022年10月26日 | ISBN 978-626-329-475-2 |

## 電視動畫
於2015年7月至9月播出。

### 製作人員
- 原作：海法紀光×千葉鞍（「Manga Time Kirara Forward」／芳文社）
- 企划：臼井久人、孝寿尚志、村田嘉邦、光延青儿、小坂崇气（日语：でじたろう）、难波秀行、土桥哲也、林光一、星加宽之
- 导演：安藤正臣
- 劇本製作：Nitro+
- 系列構成：海法紀光（Nitro+）
- 角色設計：飯塚晴子
- 总作画监督：黑泽桂子、饭野诚
- “他们”设计：广濑智仁
- 道具设计：市川美帆
- 色彩设计：南木由实
- 摄影监督：芹泽直树
- 美术监督：横山淳史（草薙）
- 美术设定：金平和茂（草薙）
- CGI导演：西入俊雄
- 编辑：及川雪江（森田编辑室）
- 音乐：MOSAIC.WAV
- 音乐制作：NBC环球娱乐
- 音乐制作人：川口真司、藤平直孝
- 音响监督：明田川仁
- 音响效果：和田俊也（Swara Pro.（日语：スワラ・プロ））
- 录音调整：根岸信洋
- 总制作人：小仓充俊、小林宏之、Digitarou（日语：でじたろう）
- 制作人：福良启、久保田寻木、深尾聪志、村松裕贵、冈村武真、山崎明日香、林俊安
- 动画制作人：比嘉勇二
- 動畫製作：Lerche
- 製作：學園孤島製作委員會

### 與原作的差異
动画的剧本仍由漫画原作海法紀光负责，同时另有多名电子游戏编剧和小说家参与其中。
- 美紀在動畫開始便已加入學園生活社，從購物商場被營救逃出的段落則改為以回憶的方式呈現。孤身一人時每日以在學時正常生活作息來保持理智的段落亦被刪去。
- 太郎丸在原作中生前並沒有和美紀接觸過，名字也是由紀擅自取的。動畫修改成與美紀在購物商場相遇，並從原主人得知名字，主人後來變成「它們」而收養牠，並引導來遠足的學園生活社救援美紀。後來疑似發覺有同伴擅自跑到地下避難所被慈姐攻擊而感染，也變成「它們」，雖然最後被注射藥物一度恢復意識，但仍因感染太久過於虛弱而死亡。
- 動畫中為了強調圭「想出去」的意境，將原先與其他生還者短暫生活的情節刪除，和美紀及太郎丸成為商場的倖存者。在避難所中待了數天後，從堅決離開的絕望改編成出去尋求救援的希望。
- 漫畫中火燒校園和全體聚集避難所的情節濃縮成為動畫版的雨天最後一戰。

### 主題曲
片頭曲「想做朋友（ふ･れ･ん･ど･し･た･い）」
作词：熊野清美，作曲：藤本贵则，编曲：佐佐木裕
主唱：學園生活社（丈槍由紀（水瀨祈）、惠飛須澤胡桃（小澤亞李）、若狹悠里（M・A・O）、直樹美紀（高橋李依））
片尾曲
「和睦四葉草（ハーモナイズ・クローバー）」（第1话－第3话、第5话、第9话）
作詞、主唱：黑崎真音，作曲：黑须克彦，編曲：黑须克彦、長田直之
「（我们牵着彼此的手）」（第4话）
作词、作曲、编曲：中塚武，主唱：澤田香織
「（晚霞）」（第6话－第8话、第10話－第11話）
作詞、主唱：黑崎真音，作曲、編曲：fu_mou

### 各話列表
| 話數 | 日文標題 | 中文標題 | 劇本       | 分鏡     | 演出            | 作畫監督 | 總作畫監督      |
| ---- | -------- | -------- | ---------- | -------- | --------------- | --- | --------------- |
| #1   |          | 開始     | 海法紀光   | 安藤正臣 | 安藤正臣        | 飯野誠、成川多加志 堤谷典子、市川美帆                                                                           | 飯野誠          |
| #2   |          | 回憶     | 東出祐一郎 | 安藤正臣 | 鈴木芳成        | 黑澤桂子、桑原直子 齋藤和也、竹内昭                                                                             | 飯野誠          |
| #3   |          | 那時     | 櫻井光     | 木野目優 | 木野目優        | 牛島勇二 | 飯野誠          |
| #4   |          | 遠足     | 深見真     | 松林唯人 | 矢野孝典        | 千光士海登、山崎輝彥 、代見裕美 館崎大、出野喜則                                                                | 飯野誠 黑澤桂子 |
| #5   |          | 相遇     | 東出祐一郎 | 松林唯人 | 新子太一        | 森下智惠 | 飯野誠 黑澤桂子 |
| #6   |          | 歡迎     | 三輪清宗   | 飯野誠   | 江副仁美        | 鄉津春奈、高乘陽子 成川多加志                                                                                   | 飯野誠 黑澤桂子 |
| #7   |          | 信件     | 小太刀右京 | 許平康   | 吉田俊司        | 桑原直子、中島美子 野道佳代、大西陽一                                                                           | 飯野誠 黑澤桂子 |
| #8   |          | 將來     | 三輪清宗   | 木野目優 | 伊藤史夫        | 齋藤和也、星野真澄 福部憲知、成川多加志 金子美咲、桑原直子                                                      | 飯野誠 黑澤桂子 |
| #9   |          | 假日     | 森瀨繚     | 大原實   | 高林久彌        | 平田賢一、北原廣大 富永一仁                                                                                     | 飯野誠 黑澤桂子 |
| #10  |          | 雨天     | 櫻井光     | 大原實   | 富永恒雄 小野步 | 李豪世 | 飯野誠 黑澤桂子 |
| #11  |          | 傷痕     | 深見真     | 外山草   | 江副仁美        | 桑原直子、星野真澄 金子美咲、成川多加志 宮西多麻子、小川繪理 松本剛彥                                           | 飯野誠 黑澤桂子 |
| #12  |          | 畢業     | 海法紀光   | 許平康   | 許平康          | 市川美帆、成川多加志 桑原直子、星野真澄 小川繪理、松本剛彥 樋上彩、山形孝二 樋口博美、黑澤桂子 飯野誠、飯塚晴子 | 飯野誠 黑澤桂子 |

### 播放電視台
日本深夜動畫：下文記載的日本国内播放時間使用日本標準時間（UTC+9）表示。因為部分時間标识會採用30小时制，因此請留意这类超过24:00的时间，其實際播放時間為翌日清晨。
| 播放地區 | 播放電視台 | 播放日期              | 播放時間（UTC+9）         | 備註 |
| -------- | ---------- | --------------------- | ------------------------- | ---- |
| 日本全国 | AT-X       | 2015年7月9日－9月24日 | 星期四 21时30分－22時00分 |      |
| 东京都   | TOKYO MX   | 2015年7月9日－9月24日 | 星期四 23时30分－24時00分 |      |
| 兵库县   | SUN电视台  | 2015年7月9日－9月24日 | 星期四 24时30分－25時00分 |      |
| 日本全国 | BS11       | 2015年7月9日－9月24日 | 星期四 24时30分－25時00分 |      |

### 反响与评论
與中文標題不同，本作日語標題直譯意為“學園生活”，並無“孤島”等字樣對作品類型作出暗示。不僅官方網站在正式開播前包裝為常見的日常系动画，没有体现本作的恐怖要素，日本各大动画新闻站在报道第一话先行上映会时也只介绍了故事中“可爱”和“愉快”的一面。因此，在第一话冲击性的结尾播出后，日本互联网上随即出现大量讨论，许多用户将其比作同样有nitro+参与制作的《魔法少女小圆》，直呼本作太吓人。niconico動画上第一话也在一星期内获超过146万次播放，原作第一卷销售额更达到动画开播前的约十倍。
后续集数陆续播出后，互联网上出现诸如“看了第二话和第三话后再看第一话，看出伏笔来了”一类的声音，称赞本作的叙事技巧。
撰稿人飯田一史认为，由紀依托于幻想的生存方式看起来就像虚拟现实一般，可能为御宅族生活方式的隐喻。

## 電影
真人电影版《学园孤岛》于2019年1月25日在日本上映。主要演員為最後的偶像成員。導演為柴田一成。

### 與原著的差异
作品標題（がっこうぐらし！）的標誌中，原著将的點设计为由紀帽子的形狀，而電影则将“！”设计为胡桃鏟子的形狀（但在最初的公告中使用的是原著的標誌）。原著中，慈是日語老師，電影则将她的身份改成了校医，並增加了以醫務室為背景的原創情节。柴犬太郎丸沒有出场。删去了到購物中心“遠足”的情節，因此美纪與胡桃等人初次相遇的地点改在了校园中。工作人員緊急疏散手冊和地下二层的緊急疏散區都没有出现。慈变成喪屍的地点在醫務室，删去了胡桃被慈咬伤的情节。

### 演员表
- 丈枪由纪：长月翠
- 惠飞须泽胡桃：阿部菜菜实
- 若狭悠里：间岛和奏
- 直树美纪：清原梨央
- 佐倉慈：小野乃乃香

### 制作团队
- 导演：柴田一成

### 原創劇
影劇《學園×××～另一個學園孤島～》作為真人電影版設定的前傳，於2019年1月16日在Amazon Prime Video公開。導演為杉岡知哉。

## 外部連結
- 芳文社作品介紹 （页面存档备份，存于）（日語）
- 電視動畫官方網站 （页面存档备份，存于）（日語）
- 電視動畫「學園孤島」的X（前Twitter）（日語）